# 汪德耀

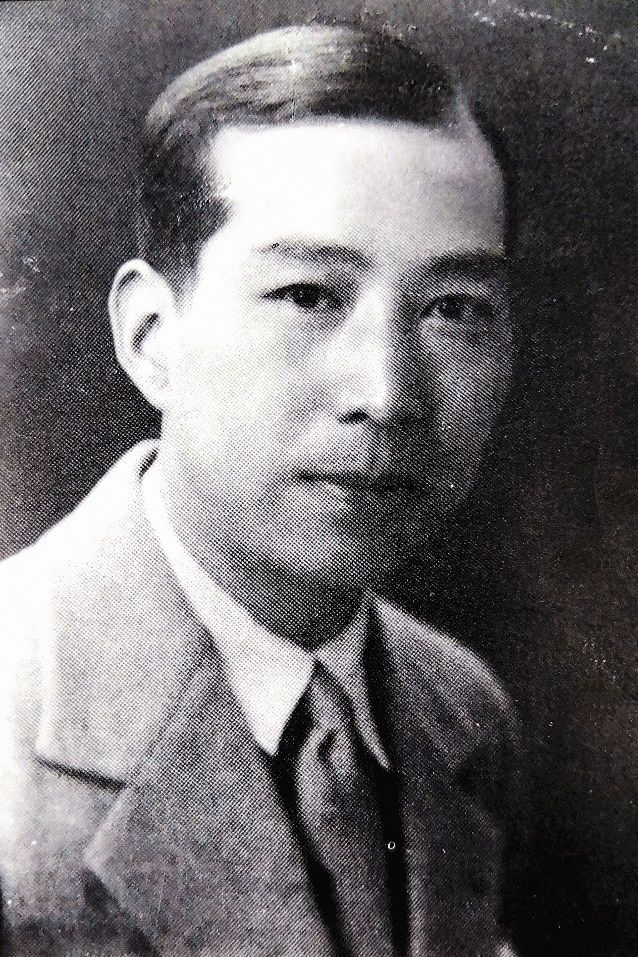
汪德耀的肖像照（摄于1928年）

汪德耀（1903年2月8日—2000年10月12日），江苏灌云人，细胞生物学家，原厦门大学校长，被誉为“中国细胞生物学的奠基人”。

## 早年
汪德耀早年接受私塾教育，后前往北京就读于国立北京高等师范学校附属中学校并曾任学生会副主席（主席为赵世炎）。1921年他考取公费赴法国留学，先后获里昂中法大学生物学硕士学位、巴黎大学细胞学博士学位，并成为中国第一位细胞学博士。

## 經歷
1931年他回到国内，曾称霸后担任过国立西北联合大学教授、国立师范学院教务长、福建省研究院院长等职。1943年起任教于厦门大学，历任生物系教授、系主任、理学院院长等职。1944年校长萨本栋前往美国讲学后他出任代理校长。1947年2月10日，国民政府任命汪德耀為国立厦门大学校长:8284。
中华人民共和国成立后王亚南出任厦门大学校长，他便继续在生物系任教。此后，他还担任过福建省政协常委、厦门市政协副主席等职。1963年出任中国科学院遗传研究所研究员。文革结束后他于1980年代初起任中国细胞生物学会副理事长、厦门大学细胞生物研究室主任、抗癌研究中心主任等。1985年法国尼斯大学授予其名誉博士学位。

## 家人
汪德耀之弟汪德昭、汪德熙皆为中国科学院院士。